# Riacho Frio
Riacho Frio es un municipio brasileño del estado del Piauí. 

## Geografía
Se localiza a una latitud 10°7′31″ S y a una longitud 44°57′9″ O, estando a una altitud de 400 metros. Su población estimada en 2004 era de 4 461 habitantes.
Posee un área de 2.221,95 km².

## Curiosidades
Es el municipio con mayor población negra del Brasil.